# Coligny, Ain
Coligny är en kommun i departementet Ain i regionen Auvergne-Rhône-Alpes i östra Frankrike. Kommunen ligger  i kantonen Coligny som ligger i arrondissementet Bourg-en-Bresse. Kommunens areal är 16,87 km². År 2022 hade Coligny 1 294 invånare.

## Befolkningsutveckling
Antalet invånare i kommunen Coligny
Referens: INSEE